# Feriados na França

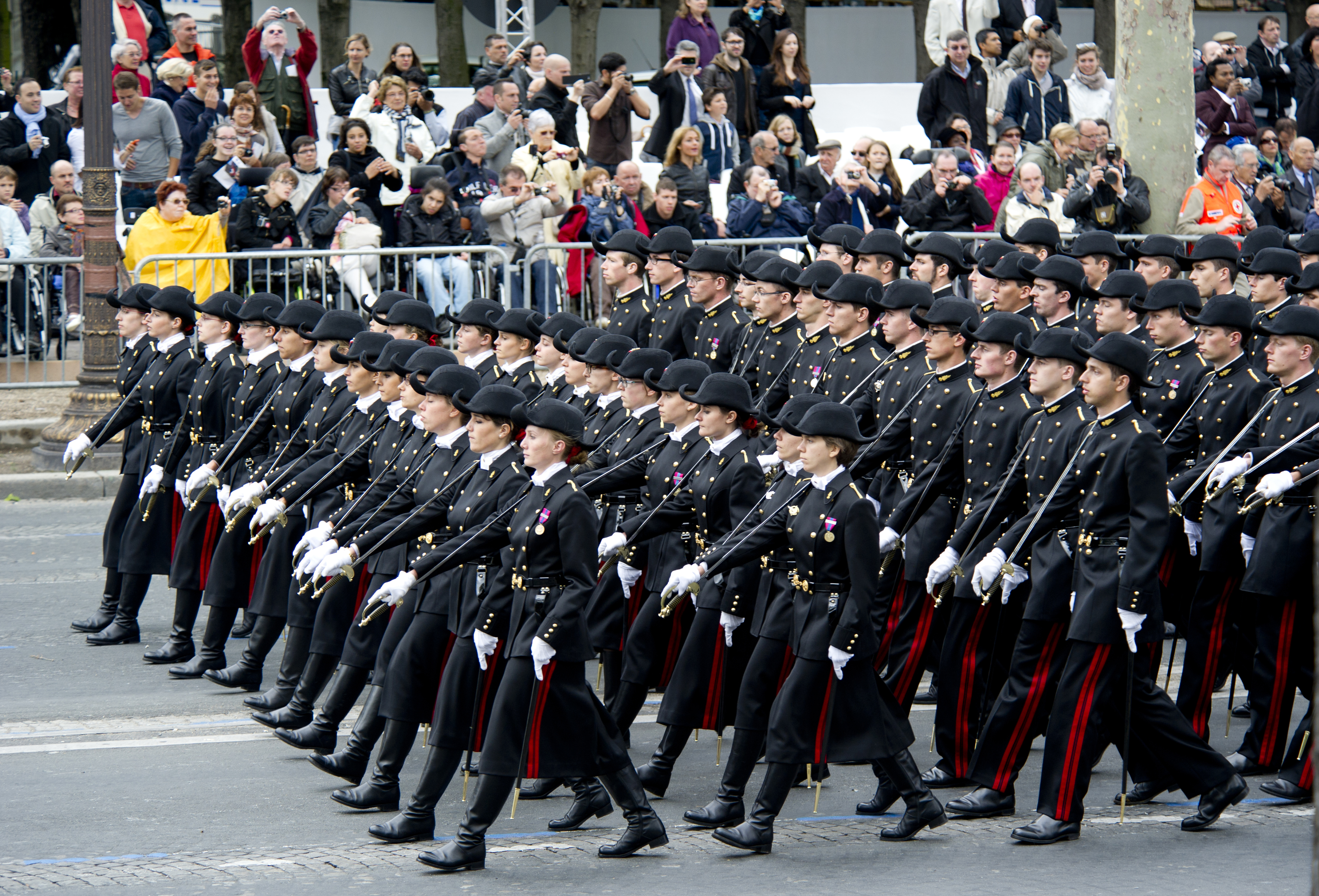
Desfile militar do Dia da Bastilha em Paris.

Na França, os feriados nacionais constituem elementos fundamentais da cultura e identidade de seu povo. As festividades dividem-se em feriados civis, religiosos e internacionais. Algumas destas datas são também celebradas no exterior; em especial nas ex-colônias francesas e países que receberam grande afluente de francófonos. Pela Lei francesa, o recesso deve ocorrer somente no Dia da Bastilha, sendo, porém, remunerado posteriormente. Também em outras datas festivas de status nacional, os sindicatos têm permissão do Governo para organizar recessos. 

## Feriados nacionais
| Data           | Feriado                      | Nome local                 | Tipo                 |
| -------------- | ---------------------------- | -------------------------- | -------------------- |
| 1º de janeiro  | Confraternização Universal   | Premier de l'an            | social               |
| móvel          | Páscoa                       | Pâques                     | religioso (cristão)  |
| móvel          | Segunda-feira de Páscoa      | Lundi de Pâques            | religioso (cristão)  |
| 1º de maio     | Dia do Trabalho              | Fête du Travail            | social               |
| 8 de maio      | Dia da Vitória na Europa     | Victoire 1945 / 8 mai 1945 | cívico               |
| móvel          | Ascensão de Jesus            | Ascension                  | religioso (cristão)  |
| móvel          | Pentecostes                  | Pentecôte                  | religioso (cristão)  |
| móvel          | Segunda-feira de Pentecostes | Lundi de Pentecôte         | religioso (cristão)  |
| 14 de julho    | Dia da Bastilha              | Fête Nationale             | cívico               |
| 15 de agosto   | Assunção de Maria            | Assomption de Marie        | religioso (católico) |
| 1º de novembro | Dia de Todos-os-Santos       | Toussaint                  | religioso (católico) |
| 11 de novembro | Dia do Armistício            | Jour de l'Armistice        | cívico               |
| 25 de dezembro | Natal                        | Noël                       | religioso (cristão)  |